# فرانک موناکو
فرانک موناکو (به انگلیسی: Monegasque franc) (به زبان بومی: Monegasque franc) با کد ایزوی MCF، یکای پول رایج در کشور موناکو است. مسئولیت کنترل این یکای پول برعهدهٔ بانک مرکزی موناکو قرار دارد.
فرانک موناکو تا ۱۹۹۵ به عنوان یکای پول رسمی موناکو بود (درواقع تا ۱۹۹۶)، و در آن سال فرانک فرانسه جایگزین این ارز شد.